# Rael
 Denne artikel bør gennemlæses af en person med fagkendskab for at sikre den faglige korrekthed.

Rael, Claude Vorhilon (født 30. september 1946) er den spirituelle leder af den Raeliske Bevægelse.
Han hævder at have kontakt til menneskehedens skabere – Elohim – der ifølge Rael skabte os som et videnskabeligt eksperiment.
Raels budskab er, at vi kan komme i kontakt med vores skabere og få evigt liv via kloning.

## Menneskekloning
Rael er en ivrig tilhænger af kloning. I 2001 hævdede han, sammen med Clone-aid, at have klonet et menneske. Pigen Eve var beviset; men hendes identitet dog blev holdt skjult, angiveligt for ikke at løbe den risiko, at hun skulle blive fjernet af myndighederne.